# 布羅森彗星
5D／布羅森是在1846年2月26日被丹麥天文學家狄奧多·布羅森發現的一顆彗星。

## 觀測紀錄
5D／布羅森的近日點是在2月25日，就在被發現的前一天，之後就朝向地球接近，於3月27日最靠近地球（距離0.52天文單位）。由於向地球接近，因此彗髮的直徑隨著距離的縮近而增加。
約翰·弗里德里希·尤利烏斯·施密特估計在3月9日的視直徑是3至4弧分，在最接近的3月22日是8至10弧分。在4月22日最後關測時的位置大約離天球北極20度。在這首次觀測之後，它的軌道週期被確認是5.5年，並且也被發現因為在1842年接近木星才有了現在這樣的軌道。
5.5年的週期意味著未來的觀測條件是好壞交替的。一如預期的，1851年未能看見顆彗星，因為他最接近地球的距離只有1.5天文單位。
這顆彗星的軌道仍然不確定，1854年與木星的接近使情況更惡化。在1857年，卡爾·克里斯蒂安·布魯恩斯 在3月18日發現一顆彗星，很快的經過軌道的計算，發現就是5D／布羅森彗星，但已經比預報晚了3個月，這次的觀測持續到1857年6月。
1862年，這顆彗星又失蹤了，到1868年再度被發現。與木星的接近使軌道周期縮短，因此1873年能觀測到這顆彗星。1879年的出現非常有利於觀測，使這顆彗星被持續的觀測了4個月的時間。1884年因為觀測條件不佳未能見到這顆彗星，但1890年應該是很好的條件卻也未見到。1901年也是觀測條件很好的一年，但依然未能尋獲這顆彗星。
最後一次認真的搜尋由布萊恩·馬斯登主導，他相信這顆彗星只是比預期的更為暗淡。依據軌道的計算，1973年是適於觀測的一年，日本的觀測者進行了密集與測底的搜尋，但是仍然一無所獲。這顆彗星目前正式被列為失蹤了。

## 外部連結
- 5D at Kronk's Cometography （页面存档备份，存于）

| 週期彗星            | 週期彗星   | 週期彗星                     |
| ------------------- | ---------- | ---------------------------- |
| 前一顆彗星 法葉彗星 | 布羅森彗星 | 後一顆彗星 6P/德亞瑞司特彗星 |
| 週期彗星列表        |            |                              |